# Walter Lewin
Walter Hendrik Gustav Lewin (L'Aia, 29 gennaio 1936) è un astrofisico e docente olandese naturalizzato statunitense.
Docente di fisica al Massachusetts Institute of Technology, ha poi ricoperto la carica di professore emerito di fisica fino al dicembre 2014 quando il riconoscimento gli è stato revocato per un'infrazione al regolamento del MIT su comportamenti sessualmente offensivi.
In quell'occasione, il MIT ha anche deciso di rimuovere dalle piattaforme online edX e MIT OpencourseWare tutte le sue video-lezioni, che avevano raccolto un tale seguito da fare di Lewin una sorta di star del web.

## Biografia

### Studi e carriera
Ha ottenuto il Ph.D. in fisica nucleare nel 1965 alla Technische Hogeschool di Delft (attuale TU Delft).
Nel gennaio 1966, Walter Lewin giunse al MIT come postdoctoral research associate, e divenne assistant professor nello stesso anno. Si unì al gruppo di Bruno Rossi che conduceva sperimentazioni di astronomia a raggi X del MIT e, con George W. Clark, condusse indagini con palloni sonda. Negli ultimi anni settanta, furono circa venti i voli coronati da successo, che permisero la scoperta di cinque nuove sorgenti cosmiche di raggi X, permettendo il raddoppio delle fonti allora conosciute. Inoltre, alcune di queste si rivelarono sorgenti variabili, e altre, invece, dei brillamenti, una variabilità che era sfuggita ai razzi usati da altri gruppi di ricerca forse perché il tempo di volo dei loro vettori era solo di pochi minuti, laddove invece i palloni potevano rimanere in aria per diverse ore, benché questi ultimi potessero spingersi solo verso il limite dell'atmosfera e non oltre come i razzi. Le ricerche portarono anche alla scoperta di GX 1+4, che si rivelò come la prima pulsar a raggi X in lenta rotazione mai scoperta.
Lewin è anche un amante dell'arte e un collezionista. Ha tenuto una lezione in storia dell'arte per MIT World.

### Insegnamento e lezioni
Lewin è molto noto per la sua attività di insegnamento, per la quale ha anche ricevuto diversi premi. Molte delle lezioni da lui tenute al MIT sono andate in onda per oltre sei anni sulla rete UWTV di Seattle, il canale educativo dell'Università di Washington: le trasmissioni hanno raccolto un'audience di circa quattro milioni di persone e Lewin ha risposto personalmente a centinaia di richieste che riceveva ogni anno, via e-mail, dagli spettatori del canale televisivo. Per 15 anni è stato presente sulla MIT Cable TV, con programmi in onda 24 ore su 24 destinati ad aiutare le matricole universitarie nell'esecuzione dei compiti assegnati. Video delle lezioni universitarie di Lewin su argomenti della meccanica newtoniana, elettricità e magnetismo, vibrazioni e onde, per dirne alcuni, erano disponibili sul sito MIT OpenCourseWare, e facilmente accessibili come podcast video su MIT OCW - 8.01 Physics I: Classical Mechanics, Fall 1999, dall'Internet Archive. Grazie all'ampio seguito raccolto on line da un pubblico di interessati, tali lezioni avevano fatto di Lewin una sorta di star del Web.
Nominato professore emerito dopo il ritiro dall'insegnamento, si è visto revocato lo status nel dicembre 2014 dopo l'accusa di violazione al regolamento del MIT sugli abusi sessuali per il comportamento mostrato nei confronti di una studentessa online di uno dei suoi corsi. In quell'occasione, il MIT ha anche deciso di rimuovere dalle proprie piattaforme online edX e MIT OpencourseWare tutte le sue video-lezioni, divenute accessibili solo da fonti non collegate al MIT, in particolare sul canale YouTube ufficiale di Lewin.

## Riconoscimenti
- NASA Award for Exceptional Scientific Achievement (1978)
- Alexander von Humboldt Award (1984 e 1991)
- Guggenheim Fellowship (1984)
- MIT Science Council Prize for Excellence in Undergraduate Teaching (1984),
- W. Buechner Teaching Prize (1988)
- Everett Moore Baker Memorial Award for Excellence in Undergraduate Teaching (2003)

## Pubblicazioni scelte

### Articoli
- Walter H.G. Lewin, Jan van Paradijs, Ronald E. Taam, X-ray Bursts, in Space Science Reviews, vol. 62, n. 3-4, 204-10-27,  pp. 223–389, Bibcode:1993SSRv...62..223L, DOI:10.1007/BF00196124.

- D. Pooley, W.H.G. Lewin, S.F. Anderson, H. Baumgardt, A.V. Filippenko, B.M. Gaensler, L. Homer, P. Hut, V.M. Kaspi, B. Margon, S. McMillan, S. Portegies Zwart, M. van der Klis, & F. Verbunt, Dynamical Formation of Close Binary Systems in Globular Clusters, in Astrophysical Journal, vol. 591, n. 2, 2003,  pp. L131–L134, Bibcode:2003ApJ...591L.131P, DOI:10.1086/377074, arXiv:astro-ph/0305003.

- J. Miller, A. Fabian, R. Wijnands, R. Remillard, P. Wojdowski, N. Schulz, T. Di Matteo, H. Marshall, C. Canizares, & W. Lewin, Resolving the Composite Fe K-alpha Emission Line in the Galactic Black Hole Cygnus X-1 with Chandra, in Astrophysical Journal, vol. 578, 2002,  pp. 348–356, Bibcode:2002ApJ...578..348M, DOI:10.1086/342466, arXiv:astro-ph/0202083.

- D. Pooley, W. Lewin, L. Homer, S. Anderson, B. Gaensler, B. Margon, F. Verbunt, J. Miller, D. Fox, V. Kaspi & M. v.d. Klis, Optical Identifications of Multiple Faint X-ray Sources in the Globular Cluster NGC~6752: Evidence for Numerous Cataclysmic Variables, in Astrophysical Journal, vol. 569, 2002,  p. 405, Bibcode:2002ApJ...569..405P, DOI:10.1086/339210, arXiv:astro-ph/0110192.

- C. Kouveliotou, J. van Paradijs, G. J. Fishman, M. S. Briggs, J. Kommers, B. A. Harmon, C. A. Meegan, W. H. G. Lewin, Discovery of a New Type of Burster from the Galactic Center Region, in Nature, vol. 379, n. 6568, 1996,  p. 799, Bibcode:1996Natur.379..799K, DOI:10.1038/379799a0.

- M. v.d. Klis, J. Swank, W. Zhang, K. Jahoda, E. Morgan, W. Lewin, B. Vaughan, & J. van Paradijs, Discovery of Sub millisecond Quasi-periodic Oscillations in the X-ray Flux of Scorpius X-1, in Astrophysical Journal, vol. 469, 1996,  pp. L1, Bibcode:1996ApJ...469L...1V, DOI:10.1086/310251, arXiv:astro-ph/9607047.

- W.H.G. Lewin, G.W. Clark and W.B. Smith, Observation of an X-Ray Flare from Sco X-1, in Astrophysical Journal (Letters), vol. 152, 1968,  pp. L55, Bibcode:1968ApJ...152L..55L, DOI:10.1086/180177.

### Libri
- Truemper, J.; Lewin, W.H.G.; Brinkmann, W., (curatori), The evolution of galactic X-ray binaries, Dordrecht, Holland; Boston: D. Reidel Pub. Co.; Hingham, MA: Sold and distributed in the U.S.A. and Canada by Kluwer Academic Publishers, 1986. ISBN 902772184X
- Lewin, Walter H.G.; van Paradijs, Jan; van den Heuvel, Edward P.J., (curatori),  X-ray binaries, Cambridge; New York: Cambridge University Press, 1995. ISBN 0521416841
- Lewin, Walter; van der Klis, Michiel (curatori), Compact stellar X-ray sources, Cambridge; New York: Cambridge University Press, 2006. ISBN 9780521826594
- Lewin, Walter; Goldstein, Warren, For the Love of Physics: From the End of the Rainbow to the Edge of Time - A Journey Through the Wonders of Physics, Simon and Schuster, 2011. ISBN 9781439108277
  - Walter Lewin con Warren Goldstein Per amore della Fisica. Dall'arcobaleno ai confini del tempo, Edizioni Dedalo, 2013. ISBN 9788822068392